# Bedshaped
«Bedshaped» («Convaleciente» en español) es una canción de la banda inglesa Keane y el tercer sencillo de su álbum Hopes and Fears. Además es el primer sencillo lanzado luego del álbum, y vendió cerca de 22 000 copias en su primera semana de lanzada, alcanzando el puesto número 10. Es una canción muy conocida y aclamada, junto con Somewhere Only We Know y Everybody's Changing. Es considerada una de las mejores canciones del álbum, y generalmente, durante los recitales en vivo, Keane presenta este tema como cierre del concierto, lo que denota el gran valor que tiene para la banda.

## Lista de canciones
CD
1."Bedshaped"
2."Something In Me Was Dying"
3."Untitled 2"
4.Bedshaped (Video)
UK
1."Bedshaped"
2."Something In Me Was Dying"

## Versiones alternativas

### Holanda, 3CD
Todas las canciones grabadas en vivo en BNN
CD1
Lanzado el 15 de octubre de 2004
1.«Bedshaped»
2.«Something In Me Was Dying»
3.«Everybody's Changing» (Acústico)
4.«Can't Stop Now» (Acústico)
CD2
Lanzado el 29 de octubre de 2004
1.«Bedshaped»
2.Untitled 2
3.«Somewhere Only We Know» (Acústico)
4.«Bend and Break» (Acústico)
5.«Bedshaped» (video)
CD3
Lanzado el 12 de noviembre de 2004
1.«Bedshaped»
2.«This Is the Last Time» (Acústico)
3.«We Might as Well Be Strangers» (Acústico)
4.«Bedshaped» (Acústico)
5.«Bedshaped» (Video en vivo)

### Alemania, 2CD, DVD
Lanzado el 18 de abril de 2005
CD1
1."Bedshaped"
2."This Is the Last Time"
3."Untitled 2"
4."Everybody's Changing" (en vivo) (Airwaves Festival, Reykjavík, 23 de octubre de 2004)
5."Somewhere Only We Know" (en vivo) (Forum, Londres, 10 de mayo de 2004)
CD2
1."Bedshaped"
2."Something In Me Was Dying"
3."This Is the Last Time" (Acústico) (Mill St. Brewery, Toronto, 20 de septiembre de 2004)
4."Bedshaped" (Live) (Brixton Academy, Londres, 17 de noviembre de 2004)
5."We Might as Well Be Strangers" (En vivo) (Columbiafritz, Berlín, 19 de mayo de 2004)
DVD
1."Bedshaped" (Video)
2."Somewhere Only We Know" (Video)
3."Everybody's Changing" (Video)
4."This Is the Last Time" (Video)

### Suiza, CD
Lanzado el 18 de abril de 2005
1."Bedshaped"
2."Something In Me Was Dying"
3."This Is the Last Time" (Acústico) (Mill St. Brewery, Toronto, 20 de septiembre de 2004)
4."Bedshaped" (En vivo) (Brixton Academy, Londres, 17 de noviembre de 2004)

### Austria, 2CD
Lanzado el 18 de abril de 2005
CD1
1."Bedshaped"
2."This Is the Last Time"
3."Untitled 2"
4."Everybody's Changing" (En vivo) (Airwaves Festival, Reykjavík, 23 de octubre de 2004)
5."Somewhere Only We Know"
CD2
1."Bedshaped"
2."Something In Me Was Dying"
3."This Is the Last Time" (Acústico) (Mill St. Brewery, Toronto, 20 de septiembre de 2004)
4."Bedshaped" (En vivo) (Brixton Academy, Londres, 17 de noviembre de 2004)
5."We Might as Well Be Strangers" (En vivo) (Columbiafritz, Berlín, 19 de mayo de 2004)

### Versión Promocional
1."Bedshaped"

## Composición y grabación
Bedshaped fue compuesta durante el 2001, por Tim Rice-Oxley. Fue grabada originalmente en Les Essarts, Francia, y lanzada en principio como un Lado B (B-Side) de Everybody's Changing, en su versión Fierce Panda, en mayo de 2003. James Sanger tiene los créditos de ser el cuarto compositor del tema.

## Estructura musical
Luego de la misteriosa introducción, el sonido del piano completa el riff principal, con una E Mayor. Tom Chaplin entra en escena a los 59 segundos. La canción alcanza su pico emocional máximo al minuto y treinta y dos segundos, con el primer coro. Después del segundo coro, el sonido tranquilo del piano da lugar al puente del tema, que presenta voces al estilo gótico, terminando con un coro instrumental, con sonidos similares a la de una guitarra, producido por el Yamaha CX7 de Tim Rice-Oxley. En las presentaciones en vivo, esta parte es cantada por Tom Chaplin, decayendo en el momento en que el cantante dice "But what do I know?, what do I know? I know". Los instrumentos utilizados son los mismos que se usan durante todo Hopes And Fears, excepto la guitarra acústica y sus efectos, que también son utilizados en The Happy Soldier.
- Duración: 4:37
- Tempo: 76bpm
- Tonalidad: E
- Tempo Rítmico: 4/4
- Instrumentos: piano, batería, bajo, sintetizador.

## Significado
Tim Rice-Oxley explica lo siguiente acerca de Bedshaped
"La canción es acerca de un sentimiento hacia un amigo o un amante que te ha dejado atrás, y se trata de esperar que algún día los dos se reunan, para que puedan vivir hasta el final de sus días juntos, tal como comenzaron (...), es una esperanza de que puedan volver a casa juntos sin ruidos y distracciones.
Es una canción triste y enfadada, pero también llena de esperanza.
Creo que estoy acertado cuando digo que, cuando una persona se encuentra enferma en el hospital, y tiene que pasar todo su tiempo en la cama, se va convirtiendo en Bedshaped (convaleciente). Suena un poco depresivo (...), pero siguiendo mas el sentido y en el contexto de la canción, quise sugerir una edad avanzada y frágil(...)"
Alguien que espera el regreso de un "inmovilizado" que se ha ido y vendrá a buscarlo para subir juntos hacia la blanca luz.

## Lado B

### Something In Me Was Dying
("Algo en mí estaba muriendo")
- Tempo: 107bpm
- Acorde: G
- Tiempo rítmico: 4/4

Untitled 2
("Sin título 2")
- Tempo: 120bpm
- Acorde: B
- Tiempo rítmico: 3/4
- Wikimedia Commons alberga una categoría multimedia sobre Bedshaped.